# 河浦町
河浦町（かわうらまち）は、熊本県の天草郡にあった町である。
「安心と生きがいのある河浦町」を町の標語に掲げていた。車エビ、干物、てんぷら、緋扇貝、天草黒毛和牛、サヤインゲン、キュウリ、デコポンが特産品であった。
2006年（平成18年）3月27日に本渡市、牛深市、天草郡有明町、御所浦町、倉岳町、栖本町、新和町、五和町、天草町と合併した。合併方式は新設合併。新市名は天草市。

## 地理
天草下島の南部に位置した。気候は年平均気温17.5℃と温暖。その温暖な気候を利用して「花のある地域づくり・ふるさとづくり」をテーマに、町内のさまざまな場所に花が植えられている。町内を走る国道266号線の道路脇には7kmにわたって町の木であるサザンカが植えられ、シーズンの12月〜2月には美しい紅色の風景が楽しめる。
- 海：不知火海、羊角湾
- 島：産島

## 歴史
- 1954年（昭和29年）11月1日 - 天草郡一町田村、新合村、富津村が合体して河浦町誕生。
- 1956年（昭和31年） 4月1日 - 天草郡宮野河内村を編入。
- 1957年（昭和32年） 3月1日 - 牛深市路木地区を編入。
- 2006年（平成18年）3月27日 - 本渡市、牛深市、御所浦町、倉岳町、栖本町、新和町、五和町、天草町、有明町と合併し、天草市となる。

## 行政
- 町長：池田裕之（いけだひろゆき）（2004年11月 - ）1期目

## 友好都市
- 浦河郡浦河町（北海道）

## 教育

### 小学校
- 河浦町立一町田小学校
  - 第一分校
- 河浦町立宮野河内小学校
- 河浦町立新合小学校
- 河浦町立富津小学校

### 中学校
- 河浦町立河浦中学校

### 高等学校
- 熊本県立河浦高等学校

## 交通

### 鉄道路線
河浦町内には鉄道路線がないが、産交バスで本渡市を経由して、JR九州鹿児島本線熊本駅や三角線三角駅に出ることができる。

### 航路
- 富岡港（苓北町） - 茂木港（長崎県長崎市）

産交バスが富岡港と河浦町とを結んでいる。
- 牛深港（牛深市） - 蔵之元港（鹿児島県出水郡長島町）

産交バスが牛深港と河浦町とを結んでいる。

### 道路
一般国道
- 国道266号
- 国道389号

県道
- 熊本県道26号本渡牛深線
- 熊本県道35号牛深天草線
- 熊本県道280号新合高浜港線
- 熊本県道285号宮野河内新合線
- 熊本県道291号宮地岳今田線

### 路線バス
- 産交バス
  - 本渡バスセンター行き（快速バス・うしお号）
  - 牛深港行き（快速バス・うしお号）
  - 牛深港行き
  - 富岡港行き
  - 本渡バスセンター行き
  - 河浦町立病院行き
  - 崎津行き
  - 上平行き
  - 下平行き
  - 河浦高校前行き

快速バスの町内の停留所は、新合、河浦高校前、一町田中央、運動公園前、河浦町立病院、白木河内、早浦橋

## 名所・旧跡・観光スポット・祭事・催事

### 名所・旧跡
- 﨑津天主堂 ⇒ 未来に残したい漁業漁村の歴史文化財産百選

### 観光スポット
- 天然温泉「愛夢里（あむり）」
- 天草コレジヨ館
- チャペルの鐘展望公園
- 河内浦城跡公園
- 産島

### 祭事
- 虫追い祭（7月第3日曜日）（一町田小学校周辺）
- 教会の見える崎津みなとのフェスティバル（8月6日）（崎津漁港周辺）
- 観月の想い出グラフティー（10月中旬）（町民会館）
- 海を渡る祭礼（10月第3土日）（上平港〜産島）
- 海上コテージ釣り大会in河浦町（11月）